# 应必达
应必达，元朝福建等处行中书省邵武路建宁县里心镇人，元朝末年反元起事首领。
1352年（元順帝至正十二年）四月，应必达率眾在建宁县、邵武路（治所在今福建省邵武市）起事，響應徐壽輝紅巾軍，和江西宜黃反元起事首领涂佑合軍，據守建宁路（治所在今福建省建瓯市），攻克泰宁县、邵武路，通過“摧富益貧”的口號，發動貧民至數萬。元朝邵武路總管吳按攤不花率兵討伐，千戶魏淳用計擒獲涂佑、應必達，奪回邵武城。